# Guardamar del Segura (kommun)
Guardamar del Segura är en kommun i Spanien.   Den ligger i provinsen Provincia de Alicante och regionen Valencia, i den sydöstra delen av landet, 400 km sydost om huvudstaden Madrid. Antalet invånare är 17 138. Arean är 36 kvadratkilometer. Guardamar del Segura gränsar till Elche, Rojales, San Fulgencio och Torrevieja. Genom staden rinner floden Segura, som bidragit till stadens namn. 
Terrängen i Guardamar del Segura är platt.